# Александров, Виктор Алексеевич
Виктор Алексеевич Александров (род. 21 декабря 1958, Омск) — советский и российский математик. Доктор физико-математических наук (2005), профессор кафедры высшей математики физического факультета Новосибирского государственного университета (2005).
Специалист в области геометрии. Автор и соавтор более 50 научных публикаций.

## Биография
В. А. Александров родился 21 декабря 1958 года в Омске. В 1981 году он окончил механико-математический факультет Новосибирского государственного университета по специальности «Механика, прикладная математика». Затем Александров поступил в аспирантуру Института математики Сибирского отделения Академии наук СССР, которую окончил в 1986 году, защитив кандидатскую диссертацию на тему «Изометричность областей в Rn и относительная изометричность их границ». С 1986 года он работает в Институте математики СО РАН, пройдя путь от младшего до ведущего научного сотрудника (2005).
В Новосибирском государственном университете Александров начал работать в 1984 году в качестве преподавателя кафедры математического анализа механико-математического факультета. В 1988 году он перешёл на должность ассистента, а в 1991 году стал доцентом. В 2005 году Александров защитил докторскую диссертацию на тему «Инъективные отображения и метрические свойства изгибаемых многогранников» и был назначен профессором. С 2006 года он возглавляет кафедру высшей математики физического факультета НГУ.
Он входит в состав диссертационного совета при Институте математики СО РАН и редколлегий журналов «Вестник НГУ. Серия: физика» (с 2017 «Сибирский физический журнал») и Journal of Natural Science of Heilongjiang University. Под его руководством защищена одна диссертация PhD. Александров являлся соросовским доцентом (1995, 1997, 2000). Работал в качестве приглашённого исследователя в l’Institut de Mathematiques de l’Universite Paris 7 (Франция, 2001) и Корнеллском университете (США, 2007).

## Научный вклад
Основные направления научной деятельности Александрова связаны с исследованиями вопросов однозначной определённости областей пространства Rn относительными метриками их границ, то есть метриками, полученными продолжением внутренних метрик областей на их границы. Он изучал изгибаемые многогранники в евклидовом и неевклидовых пространствах, построив, в частности, пример изгибаемого многогранника, изменяющего свой объём в процессе изгибания в трёхмерном сферическом пространстве. Александров получил обобщение классической теоремы о неявной функции на случай отображений с вырожденной матрицей Якоби.